# Liv AlUla Jayco/Saison 2025
Diese Liste beschreibt die Mannschaft und die Siege des UCI Women’s WorldTeams Liv AlUla Jayco in der Saison 2025.

## Mannschaft
| Teamkader 2025          | Teamkader 2025     | Teamkader 2025 | Teamkader 2025                                  |
| Name                    | Geburtsdatum       | Land           | Vorheriges Team                                 |
| ----------------------- | ------------------ | -------------- | ----------------------------------------------- |
| Caroline Andersson      | 29. Juli 2001      | Schweden       | Liv Racing TeqFind (2023)                       |
| Georgia Baker           | 21. September 1994 | Australien     | TIS Racing (2018)                               |
| Mavi García             | 2. Januar 1984     | Spanien        | Liv Racing TeqFind (2023)                       |
| Jeanne Korevaar         | 24. September 1996 | Niederlande    | Liv Racing TeqFind (2023)                       |
| Amber Pate              | 21. April 1995     | Australien     |                                                 |
| Letizia Paternoster     | 22. Juli 1999      | Italien        | Trek-Segafredo (2022)                           |
| Ruby Roseman-Gannon     | 8. November 1998   | Australien     | ARA-Pro Racing Sunshine Coast (2021)            |
| Silke Smulders          | 1. April 2001      | Niederlande    | Liv Racing TeqFind (2023)                       |
| Josie Talbot            | 9. August 1996     | Australien     | Cofidis (2024)                                  |
| Quinty Ton              | 4. August 1998     | Niederlande    | Liv Racing TeqFind (2023)                       |
| Anna Trevisi            | 8. Mai 1992        | Italien        | UAE Team ADQ (2023)                             |
| Monica Trinca Colonel   | 21. Mai 1999       | Italien        | Bepink-Bongioanni (2024)                        |
| Amber van der Hulst     | 21. September 1999 | Niederlande    | Liv-AlUla-Jayco Women's Continental Team (2024) |
| Ella Wyllie             | 1. September 2002  | Neuseeland     | Lifeplus Wahoo (2023)                           |
|                         |                    |                |                                                 |
| Quelle: ProCyclingStats |                    |                |                                                 |

## Siege
| Siege | Siege  | Siege | Siege  | Siege  | Siege |
| Datum | Rennen | Staat | Klasse | Sieger |       |
| ----- | ------ | ----- | ------ | ------ | ----- |

## UCI-Weltranglisten-Platzierungen
| UCI-Ranking | UCI-Ranking | UCI-Ranking | UCI-Ranking |
| Fahrer      | Fahrer      | Land        | Punkte      |
| ----------- | ----------- | ----------- | ----------- |